# Soumaila Bakayoko
Pour les articles homonymes, voir Bakayoko.
Soumaila Bakayoko (né le 31 décembre 1953 à Bobien dans la préfecture de Séguéla) est un militaire ivoirien. Ancien chef d'état-major des rebelles des forces nouvelles de Côte d'Ivoire, il est un proche de Guillaume Soro. Quand Alassane Ouattara devient président en 2011, Soumaila Bakayoko est nommé chef d'état-major des armées. Limogé en janvier 2017, il est depuis février 2018 le directeur de la société ivoirienne de raffinage (SIR).

## Biographie

### Origines
Soumaila Bakayoko nait le 31 décembre 1953 à Babien dans la préfecture de Séguéla. Il est scolarisé à l'École militaire préparatoire technique de Bingerville. Il s'engage dans les forces armées ivoiriennes le 10 septembre 1975 et devient sous-lieutenant en 1979.

### Rébellion

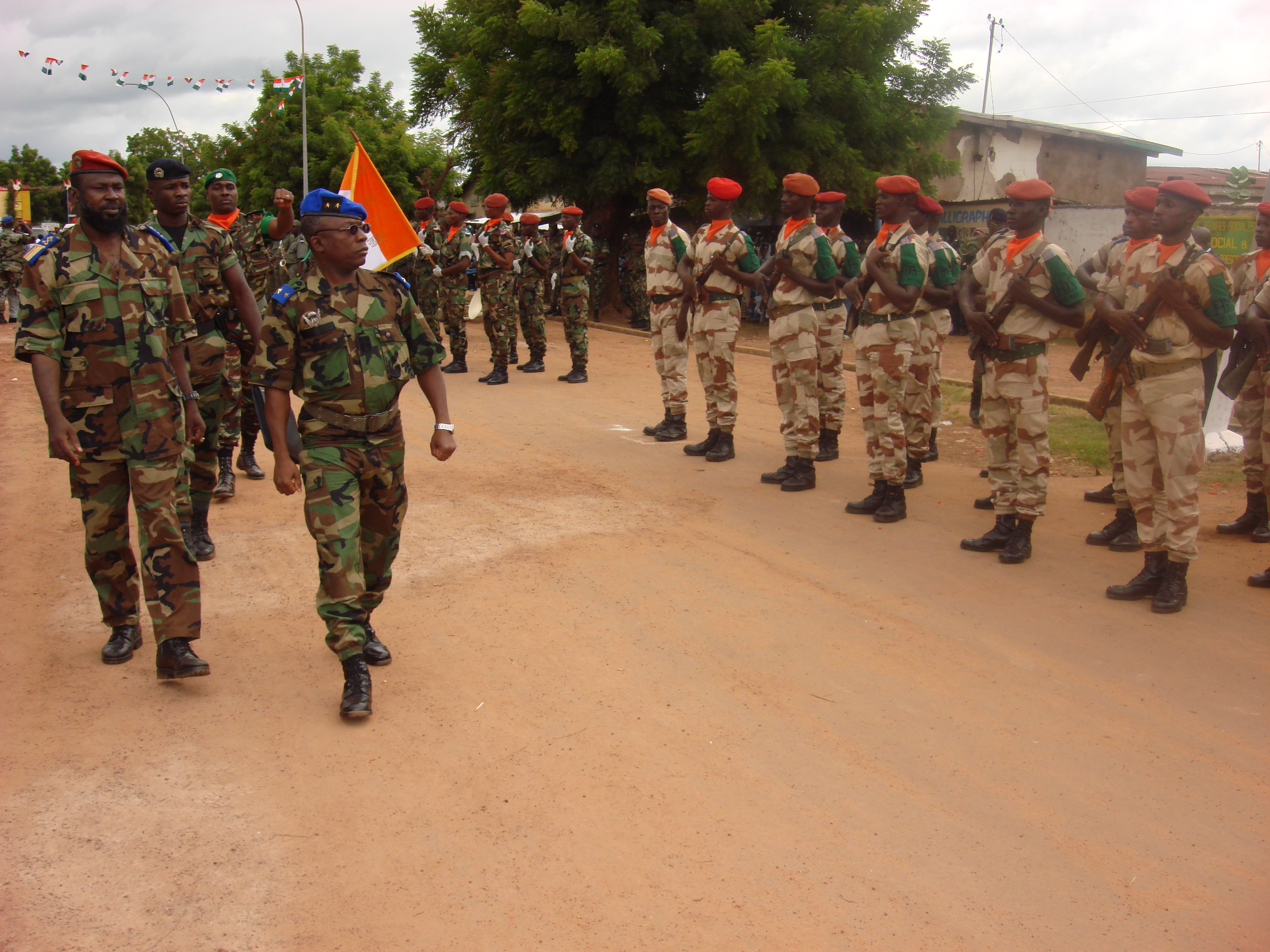
Le général Bakayoko passe en revue les rebelles des forces nouvelles à Odienné en 2007.

Lorsque la guerre civile ivoirienne éclate en septembre 2002, Soumaila Bakayoko est colonel et, depuis 1999, commande le 1er bataillon du génie de Bouaké. Il rejoint les rebelles.
En 2003, il devient chef d'état-major des forces armées des forces nouvelles (FAFN, rebelles). Il est assisté à partir de 2005 par Issiaka Ouattara, un chef de guerre issu du rang. Cette même année il devient général de brigade. Le général Bakayoko n'a pas la responsabilité militaire des opérations, qui sont plutôt menées par les chefs de guerre Issiaka Ouattara et Chérif Ousmane,. Il est l'interlocuteur au sein du centre de commandement intégré de Philippe Mangou, chef d'état-major de l'armée gouvernementale.

### Chef d'état-major des FNCI

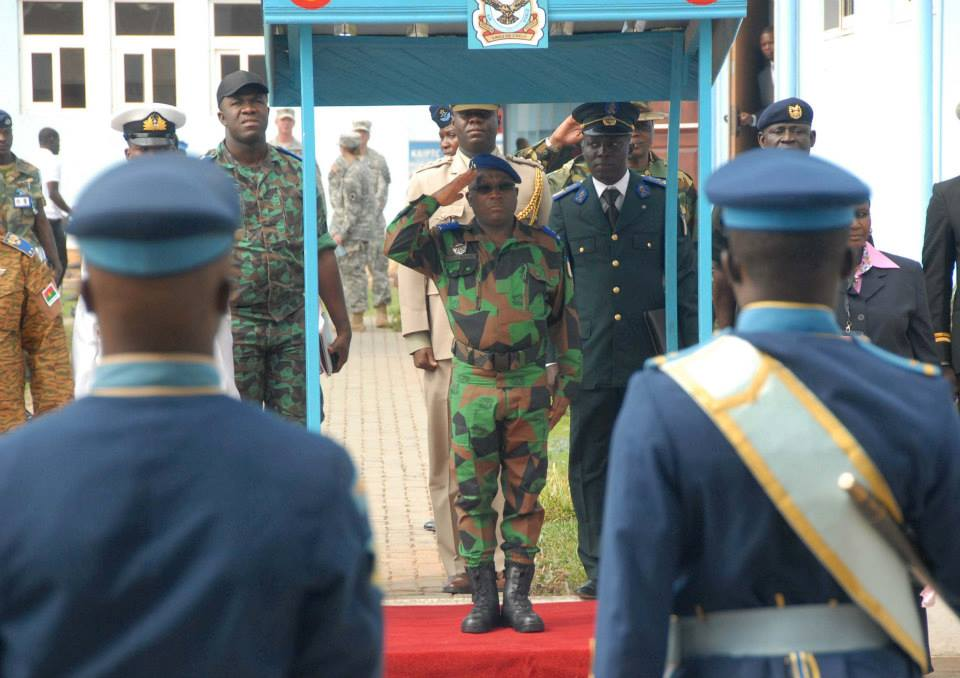
Le général Bakayoko (au centre) en visite au Ghana en 2013.

Le 7 juillet, il est promu général de division et nommé chef d'état major des forces armées de Côte d'Ivoire, remplaçant le général Mangou qui avait soutenu Laurent Gbagbo jusqu'à l'arrestation de l'ancien président. Il est chargé de réaliser la fusion entre les ex-FANCI et les FAFN. Il passe général de corps d'armée le 6 août 2012. Il est mis en cause dans l'affaire des écoutes téléphoniques Djibrill Bassolé-Guillaume Soro. Après les mutineries de janvier 2017, il est limogé le 9 janvier 2017 et remplacé par le général Sékou Touré.

### Président de la SIR
Il est nommé président du conseil d'administration de la société ivoirienne de raffinage le 28 février 2018, signe d'un réchauffement entre Ouattara et Soro.

### Vie privée
Il est musulman et père de deux filles et un garçon.